# Heidrun Rueda
Heidrun Rueda (* 17. August 1963 in Magdeburg) ist eine deutsche Malerin.

## Leben
Heidrun Rueda studierte Malerei und Grafik an der Hochschule für bildende Künste in Dresden. Es schloss sich ein zweijähriges Meisterschülerstudium an. Mehrere Studienreisen führten sie von 1991 bis 2000 nach Peru, Bolivien und Chile. Sie ist mit dem Maler Ralf Kerbach verheiratet und lebt in Berlin und Biesenthal.
In großformatigen, nach fotografischen Vorlagen gearbeiteten Bildserien von Flugzeugen und Landschaften beschäftigt sich Rueda mit dem Verhältnis von Technologie und Realität, sowie Fragen der Zeitwahrnehmung (Entschleunigung). Dabei setzt sie sich unter anderem mit Werken Paul Virilios auseinander.
Zeichnerisch arbeitet sie unter anderem zu literarischen Werken, vorrangig zu Lyrik. Ihr Comic Mogadischu. Geschichte einer Flugzeugentführung beschäftigt sich mit der Entführung des Flugzeugs „Landshut“ zur Befreiung von inhaftierten Mitgliedern der RAF 1977.
1996 erhielt sie ein sächsisches Landesstipendium, 1999 ein Arbeitsstipendium der Stiftung Kulturfonds Berlin, 2004 ein Aufenthaltsstipendium im Künstlerhaus Schloss Wiepersdorf. 2005 war sie für den Kunstpreis Energie nominiert, 2010 für ein Stipendium der Villa Aurora in Los Angeles. Werke der Künstlerin befinden sich u. a. im Besitz der Möbelwerkstätten Hellerau in Dresden,  Dorint Hotel in Dresden, der Hypobank München, der Aedificium GmbH (Wandbild), Verwaltungsberufsgenossenschaft in Dresden (Wandgestaltung), der HB.Rent Grundstücks GmbH Berlin, der Sparkasse Barnim Eberswalde, des Brandenburgischen Landesmuseums für moderne Kunst Frankfurt (Oder), Cottbus, der Vorarlberger Landesbibliothek Bregenz, des Kunstmuseum Frederikshavn in Dänemark, der Bayerischen Staatsbibliothek München, der Bibliotheque Nationale de France in Paris, der Deutschen Nationalbibliothek Frankfurt am Main, der ExLibris-Gesellschaft Ungarn in Budapest, der Herzog August Bibliothek Wolfenbüttel, des Klingspor Museums Offenbach, der Sächsischen Landesärztekammer Dresden und der Kunstbibliothek Berlin.

## Ausstellungen (Auswahl)

### Einzelausstellungen
- 2018  Das Erste Mal – mit Ralf Kerbach in der Galerie des Schul- und Bethauses Altlangsow, Oderbruch
- 2015  Spannweiten – Galerie in der Sächsischen Landesärztekammer Dresden
- 2014  Uhut dut – Orphischer Gesang – Galerie im Kloster Chorin, Chorin
- 2010  Wo dein sanfter Flügel weilt – Galerie Bernau, Bernau b. Berlin.
- 2009  sky – Kulturministerium Potsdam
- 2007  Transponder Code – Museum Junge Kunst, Frankfurt (Oder)
- 2005  Treibstoff – Galerie Stadt Eberswalde, Eberswalde
- 2004  Künstlerhaus Schloss Wiepersdorf
- 2001  Galerie Samuelis Baumgarte, Bielefeld
- 1994  Galerie Hübner & Thiel, Dresden

### Ausstellungsbeteiligungen
- 1993  Omake – Museo Nacional de Arte, La Paz, Bolivien
- 1998  Vier/7 – Leonhardi-Museum, Dresden
- 1999  Fragezeichen – Galerie an der Stadtkirche Bayreuth
- 2000  Berge – 2yk Galerie, Flutgraben Atelierhaus Berlin
- 2001  Inspiration Moritzburg, Kunst im 20. Jahrhundert – Schloss Moritzburg b. Dresden
- 2005  Move – Galerie art academy Dresden und Teilnahme an der Art Frankfurt, Frankfurt/M.
- 2006  Messebeteiligung Berliner Liste Berlin, Galerie art academy
- 2008  Unverzichtbar – Museum Junge Kunst, Frankfurt (O.)
- 2008  Standpunkte II  –  Museum Junge Kunst, Frankfurt (O.)
- 2009  Standpunkte II – Kunstraum Potsdam
- 2010  MARKierungen – Kunstmuseum Dieselkraftwerk Cottbus
- 2010  Zehn Positionen des Figürlichen, 10 × postac Galerie BWA, Zielona Góra, Poland
- 2012  Im Auftrag der Schrift, Sammlung Hartmann, Hermann Hesse Haus, Gaienhofen, Bodensee
- 2012  Im Auftrag der Schrift, Sammlung Hartmann, Vorarlberger Landesbibliothek BREGENZ, Austria
- 2012  Ausstellungsbeteiligung zum Losito Kunstpreis in Potsdam
- 2013  Hommage für Uwe Greßmann Vogel Frühling  Galerie Pankow, Berlin und Kunstkeller Annaberg in Annaberg
- 2014  Im Auftrag der Schrift, Sammlung Hartmann, Tucholsky Literaturmuseum im Schloss Rheinsberg in Rheinsberg
- 2017  Schlaglichter – Sammlungsgeschichte(n) Kunstmuseum Dieselkraftwerk Cottbus
- 2017  19/20/17 KünstlerInnen erinnern Revolutionen, Galerie im Kunsthaus der ACHIM FREYER STIFTUNG kuratiert von Paula Böttcher

## Bibliografie
- Adolf Stock  Rundfunkfeature über Schloss Wiepersdorf, Deutschlandfunk 2005.